# 普爾維奇島 (希貝尼克-克寧縣)
43°43′48″N 15°47′42″E / 43.73000°N 15.79500°E
普爾維奇島是克羅地亞的島嶼，位於亞得里亞海，由希貝尼克-克寧縣負責管轄，長3.1公里、寬1.35公里，面積2.37平方公里，最高點海拔高度79米，2001年人口453。

## 外部連結
- Šibenik Region - Prvić （页面存档备份，存于）
- Croatia.HR （页面存档备份，存于）
- Adriatic Boat Show